# Danny Betancourt
Artikeln följer den spanska namnseden; faderns efternamn är Betancourt och moderns efternamn Chacón.
Danny Betancourt Chacón, född den 25 maj 1981 i Santiago de Cuba, är en kubansk basebollspelare som tog guld för Kuba vid olympiska sommarspelen 2004 i Aten.
Betancourt representerade även Kuba vid World Baseball Classic 2009 och 2013. 2009 spelade han två matcher och hade en earned run average (ERA) på 0,00 och en strikeout och 2013 startade han två matcher, som han vann, och hade en ERA på 0,00 och elva strikeouts.